# Rádio Nederland

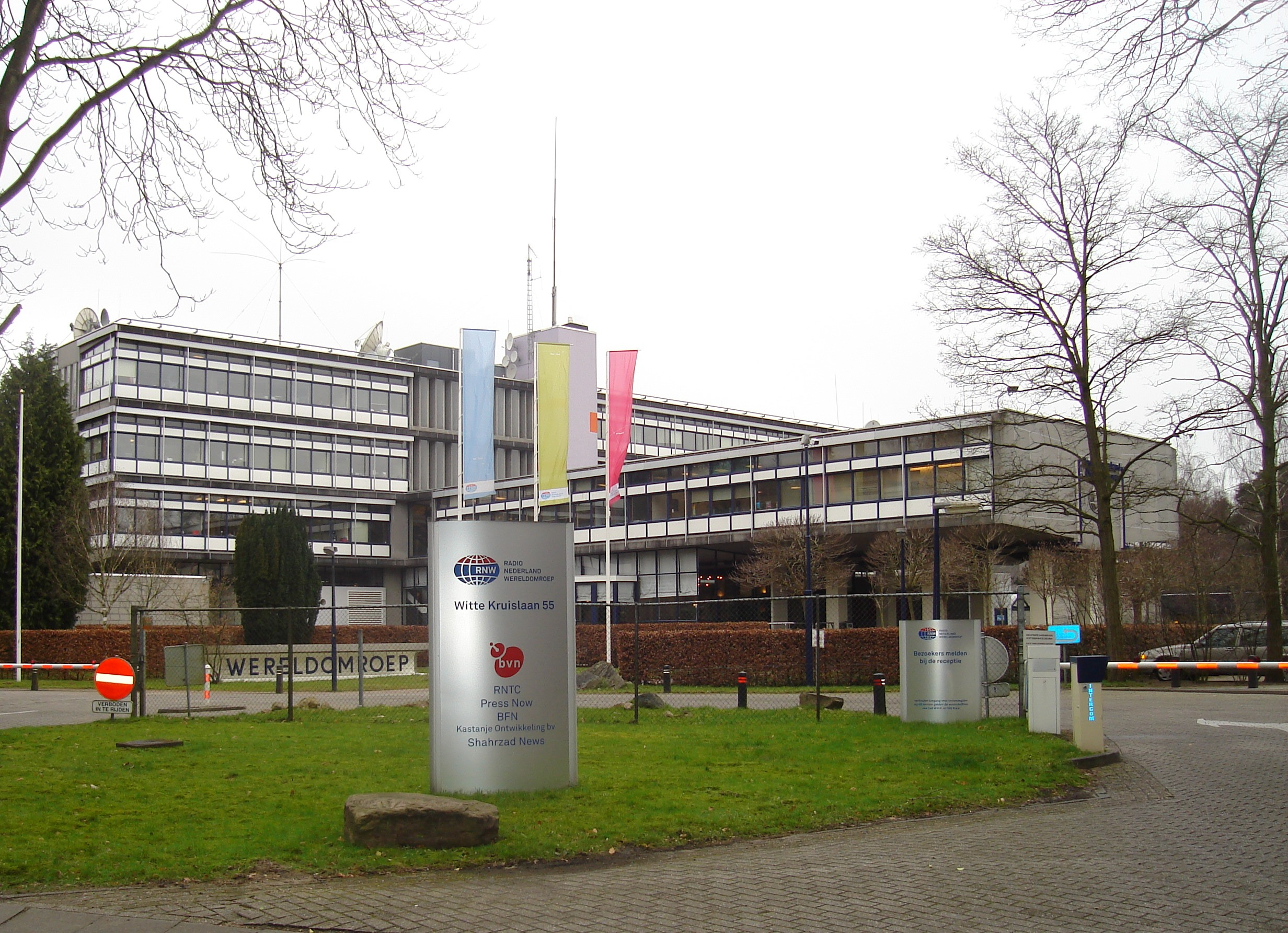
Rádio Nederland WereldOmroep

A Rádio Nederland (RNW, abreviatura de Radio Nederland Wereldomroep em neerlandês) é uma rede pública de rádio e televisão sediada em Hilversum, produzindo e transmitindo programas para audiências internacionais fora dos Países Baixos. A Rádio Nederland também distribui conteúdo via internet e e-mail desde 1992.

## Prêmios
Prêmio Vladimir Herzog
Prêmio Vladimir Herzog de Rádio
| Ano  | Obra                                         | Veículo de mídia | Autor                             | Resultado |
| ---- | -------------------------------------------- | ---------------- | --------------------------------- | --------- |
| 2007 | Série de reportagens: Vozes negras do Brasil | Rádio Nederland  | Railda Herrero e Mário de Freitas | Venceu    |